# إعداد الفشل
إعداد الفشل (بالإنجليزية: Setting up to fail)‏ هي عبارة تدل على حالة الإقناع بعدم الفوز، وهي طريقة مصممة لتفشيل الشخص المراد، مثل الاستمرار بالقول للشخص المستهدف بأنك لن تنجح أبدا ومصيرك الفشل. وهي تعتبر شكل من أشكال التنمر في مكان العمل. وتمارس عادة في أماكن العمل أو الدراسة، بهدف إجبار الفرد على عدم الثقة بنفسه.
عرف أول استخدام موثق «للتفشيل» في عام 1969 في الولايات المتحدة.

## في مكان العمل
إعداد الفشل يرتبط عادة بالتنمر في مكان العمل. وتتعدد أساليب التنمر بواسطة إعداد الضحية على الفشل، فإن القانون يجرم هذا الفعل الشنيع، وهناك أساليب أخرى كحجب المعلومات الضرورية للنجاح.
إذا كان الشخص يضع شخصا آخر (غالبا ما يكون تابعه) في ضغط العمل فغالبا ما يكون الفشل مؤكدا، قد يكون هذا الجانب من التنمر حيث يمكن للنتيجة استخدامها بعد ذلك إلى تشويه السمعة وإلقاء اللوم على الضحية.

## التعصب الأعمى
غالبًا ما تشعر الأقليات التي تسعى إلى القبول ضمن المجتمع السائد بالقلق من كونها تؤسس للفشل في مواجهة العنصرية المغطاة مؤسساتياً - وهو أمر يدعو للخشية على سبيل المثال من قبل ضباط البحرية الأمريكية السود الأوائل.

## العوائل
قد يكون لدى الآباء توقعات مفرطة لنجاح أطفالهم الأكاديمي على سبيل المثال، وبالتالي إعدادهم للفشل على أمل أن يحلوا مشاكل آبائهم من خلال أولادهم. قد تخلق النتيجة متلازمة تدمير ذاتي عند الطفل –  (ما يسمى عقدة الطفل الإلهي).

## العلاج
قد يتم تخريب العلاج من قبل المستفيد أو المزود. بالنسبة للمستفيد، إن الأمل والخوف من إمكانية المساعدة الحقيقية، يفرض شروطًاً على العلاج بما يضمن فشله كله. وعلى العكس، فإن المساعد، الذي يحتاج إلى إبقاء العملاء في حالة من التبعية ( الاعتماد )، قد يكون مهددًا باحتمال النجاح أو الفشل، ويُقوَضْ العلاج وفقًا لذلك.

## إعداد المرء نفسه للفشل
قد يقوم الشخص الذي يجهز نفسه للفشل بذلك لأن لديه خوفًا من الفشل أو تقييمًا غير واقعي لقدراته أو لأنه ساذج وغير مدرك للقدرات اللازمة لتحقيق النجاح. في بعض الحالات، يكون لدى الفرد توقع غير مبرر بأنه سيفشل، أو دوامة سلبية معززة ذاتيًا أو اضطراب الفشل العصبي - الذي ربما يكون مدفوعًا بالشعور بالذنب، أو بالإكراه على تكرار سلوك التدمير الذاتي.